# Durham University
Durham University – brytyjski uniwersytet publiczny w Durham, w Anglii, obejmujący również campus w Stockton-on-Tees. Organizacyjnie dzieli się na wydziały akademickie i 17 kolegiów. Wydziały odpowiadają za badania naukowe i dydaktykę, a poszczególne kolegia za sprawy organizacyjne i wsparcie studentów, naukowców i części kadry.
Został powołany ustawą w 1832 i zatwierdzony przez króla w 1837. Był jednym z pierwszych w Wielkiej Brytanii, w którym wprowadzono czesne i, w zależności od kryteriów, jedną spośród uczelni szczycących się mianem trzeciego najstarszego uniwersytetu w kraju. Uniwersytet w Durham jest właścicielem 63 zabytkowych budynków, w tym XI-wiecznego zamku, Palace Green, biblioteki uniwersyteckiej i pochodzącej z lat 30. XX wieku kaplicy w stylu art déco. Wraz z katedrą w Durham zarządza miejscowymi obiektami wpisanymi na listę UNESCO.
Uczelnia jest członkiem Russell Group, skupiającej brytyjskie uniwersytety prowadzące badania naukowe. Jest także zrzeszona w regionalnym partnerstwie N8 i międzynarodowych stowarzyszeniach, między innymi Grupie Coimbra. W rankingu na „uniwersytet roku” czasopisma The Sunday Times zdobył główną nagrodę w 2005 i znalazł się w ścisłej czołówce w latach 2004 i 2016. Zdobył także tytuł „sportowego uniwersytetu roku” w konkursie The Times i The Sunday Times za 2015.
Uniwersytet zajmuje lokaty od 4. do 6. w rankingach brytyjskich uniwersytetów i mieści się w pierwszej setce w trzech z czterech głównych rankingów ogólnoświatowych. Odsetek przyjmowanych studentów jest stosunkowo niewielki (6. miejsce w Wielkiej Brytanii wg średniej liczby punktów UCAS wymaganej do otrzymania indeksu w 2015, a według zestawień The Times Good University Guide przyciąga przede wszystkim studentów pochodzących z klasy średniej. W 2016 był trzecim od końca pod względem odsetka studentów rozpoczynających edukację, a wcześniej uczęszczającymi do szkół państwowych (62,9%).
Wśród aktywnych i emerytowanych wykładowców jest 15 członków Royal Society, 18 członków British Academy, 16 członków Academy of Social Sciences, 5 członków Royal Society of Edinburgh, 3 członków Royal Society of Arts, 2 członków Royal Academy of Engineering i 2 członków Academy of Medical Sciences. Przez długi czas absolwenci Durham używali łacińskiego Dunelm (post-nominal letters) po tytule zawodowym, od Dunelmensis, oznaczającego „z Durham”.

## Historia
Uniwersytet został otwarty 28 października 1833 na mocy aktu Parlamentu zatwierdzonego przez króla Wilhelma IV 4 lipca 1832. Dużą rolę w powołaniu uczelni odegrał biskup Durham William Van Mildert, zaś nowo powstała akademia miała być w ścisłym związku z katedrą w Durham. Początkowo studentami uczelni mogli być tylko anglikanie, a kandydaci byli poddawani testowi religijnemu aż do zmiany statutów w 1865, a i po tej dacie aż do 1871 osoby inne niż anglikanie nie mogły być członkami kadry naukowej. Zasady nowo powstałej uczelni zostały zatwierdzone przez króla Wilhelma IV dokumentem z 1 czerwca 1837, a tydzień później mury uniwersytetu opuścili jego pierwsi absolwenci. W tym samym roku, na mocy decyzji Rady Królewskiej królowej Wiktorii, studenci otrzymali w użytkowanie Zamek w Durham. W 1846 została ufundowana Hatfield's Hall (nazwana na cześć biskupa Durham z XIV wieku Thomasa Hatfielda), która później została przekształcona w Hatfield College. Celem jej powstania było zapewnienie studentom możliwości dostępu do stancji wraz z wyżywieniem co było wtedy rewolucyjną ideą i w kolejnych dziesięcioleciach zostało zaimplementowane na innych brytyjskich uczelniach.
Duża ilość kandydatów do Hatfield's Hall zaowocowała powstaniem istniejącego w latach 1851–1864 Bishop Cosin's Hall. W 1852 Uniwersytet w Durham objął patronatem powstałą w 1834 w Newcastle szkołę medyczną, która stała się kolejnym college. W Durham istniały także dwa college szkolące nauczycieli – dla mężczyzn, powstały w 1839 The College of Venerable Bede, oraz dla kobiet, powstały w 1858 St Hild's College. W 1975 połączyły się one w jeden organizm – koedukacyjny College of St Hild and St Bede. Od 1896 były traktowane jako pełnoprawne części uniwersytetu, a tym samym w 1898 absolwentki St Hild's College zostały zarazem pierwszymi absolwentkami Uniwersytetu w Durham. W związku z podjętą w 1895 decyzją o umożliwieniu kobietom zdobywania wykształcenia akademickiego, w 1899 został utworzony the Women's Hostel, który w 1919 został przemianowany na St Mary's College.
Na początku XX wieku wystąpiły tarcia pomiędzy częścią uczelni znajdującą się w Durham, a drugą częścią w Newcastle. Jednakże po kilkunastu latach sporów zachowany został status quo polegający na pozostawieniu w Durham centrum uniwersytetu. W międzyczasie, w 1904 powstał St Chad's College, a w 1909 St John's College. Tarcia pomiędzy dwoma kampusami rozgorzały na nowo w 1952, kiedy to podczas debaty w zgromadzeniu profesorskim 6 głosami upadł wniosek o zmianę nazwy uczelni na „Uniwersytet w Durham i Newcastle”. Niemniej, 11 lat później, na mocy umowy nazwanej jako „Universities of Durham and Newcastle upon Tyne Act 1963” doszło do ostatecznego podziału, a Uniwersytet w Durham pozostał wyłącznie w swoim pierwotnym mieście.
Po II wojnie światowej doszło do gwałtownej rozbudowy uczelni. W 1947 powstało St Aidan's Society, które w 1961 przekształciło się w St Aidan's College. Podjęto decyzję o dalszym poszerzaniu kampusu w kierunku Elvet Hill oraz o rozbudowie znajdującej się tam strefy technologicznej i naukowej. W latach 1947–1952 wybudowany został nowy Fergusson Building będący główną siedzibą St Mary's College, a kamień węgielny pod budowę położyła królowa Elżbieta II. W 1959 ufundowany został Grey College, nazwany na cześć Charlesa Greya, który był premierem Wielkiej Brytanii w momencie założenia uniwersytetu. W dalszej fali rozbudowy powstały: Van Mildert College (1965), Durham University Business School (1965), Trevelyan College (1966) oraz Collingwood College (1972). Z kolei w 1970 powstał uniwersytecki Ogród Botaniczny.
W 1965 zostało ufundowane Graduate Society, które w 2003 zyskało miano Ustinov College, i które stanowi jedyny college przyjmujący wyłącznie studentów studiów II stopnia. W 1988, Hatfield przestał być ostatnim męskim college, a podobnie stało się w 1992 z wyłącznie żeńskim Trevelyan College. Ostatnim college, który wprowadził koedukację był St Mary's College, który zaczął przyjmować mężczyzn w 2005.
W 2001 powstały kolejne dwa college: nazwany na cześć fizyka John Snow College, oraz inżyniera Stephenson College. W 2006 otwarty został Josephine Butler College, zaś najmłodszym jest otwarty we wrześniu 2020 South College. W 2012, Durham University stało się członkiem Russell Group, zrzeszającej brytyjskie uniwersytety, których działalność jest skupiona na badaniach naukowych.